# Plain and Fancy Girls
Plain and Fancy Girls è una comica muta del 1925 diretta da Leo McCarey con protagonista Charley Chase.
Il film uscì il 1º marzo 1925.